# میسا ورد (کالیفرنیا)
میسا ورد (به انگلیسی: Mesa Verde) یک منطقهٔ مسکونی در ایالات متحده آمریکا است که در شهرستان ریورساید، کالیفرنیا واقع شده‌است. میسا ورد ۱۱٫۲۴۵ کیلومتر مربع مساحت و ۱٬۰۲۳ نفر جمعیت دارد و ۱۱۸٫۸۷ متر بالاتر از سطح دریا واقع شده‌است.